# Sempronia stygella
Sempronia stygella är en fjärilsart som beskrevs av Émile Louis Ragonot 1888. Sempronia stygella ingår i släktet Sempronia och familjen mott. Inga underarter finns listade i Catalogue of Life.